# ブラックマンタ
ブラックマンタ（英: Black Manta）は、DCコミックスの出版するアメリカン・コミックスに登場する架空のスーパーヴィラン。ボブ・ハニーとニック・カーディーによって創造され、1967年9月の"Aquaman #35"で初登場した。アクアマンの宿敵。

## 人物
本名：デビッド・ハイド (David Hyde)
ブラックマンタはマンタレイをモチーフにした潜水に特化したハイテク装備と黒いウェットスーツ、光線を射出するヘルメットを着用している。トレジャーハンターとして活動していた際にアトランティス人と争いになり、死傷者を出したことでアクアマンと因縁の関係となる。二代目アクアラッドのカルダラーム（ジャクソン・ハイド）は実の息子。

## その他の登場メディア

### 映画
アクアマン (映画) (2018年)
アクアマン/失われた王国（2023年）
演 - ヤーヤ・アブドゥル＝マティーン2世、日本語吹替 - 濱野大輝

### アニメ
The Superman/Aquaman Hour of Adventure (1967年)
声 - テッド・ナイト
Challenge of the Super Friends (1978年)
声 - テッド・キャシディ
ジャスティス・リーグ・アンリミテッド (2004年-2006年)
声 - マイケル・ビーチ
バットマン:ブレイブ&ボールド (2009年-2011年)
声 - ケビン・マイケル・リチャードソン、日本語吹替 - 松本大
ヤング・ジャスティス (2010年-現在)
声 - カリー・ペイトン
ジャスティス・リーグ:アトランティスの進撃 (2015年)
声 - ハリー・J・レニックス
LEGO スーパー・ヒーローズ:ジャスティス・リーグ〈悪の軍団誕生〉 (2015年)
声 - ケビン・マイケル・リチャードソン

### ゲーム
インジャスティス2 (2017年)
声 - オギー・ハンクス
DLC追加プレイアブルキャラクターとして登場。
『Injustice 2 - Introducing Black Manta!』 - YouTube
レゴ®DCスーパーヴィランズ (2018年)
声 - フレッド・タタショア